# カミロフィン
カミロフィン(Camylofin)は、ムスカリン受容体のアンタゴニストである。
幼児や子供の腹痛の治療に用いられる。通常、腹痛や発熱の治療のために、アセトアミノフェンと組み合わせて処方される。